# 韋爾布基 (謝梅尼夫卡區)
49°28′31″N 33°13′53″E / 49.47528°N 33.23139°E
韋爾布基（烏克蘭語：Вербки），是烏克蘭中部的村莊，隸屬波爾塔瓦州的克雷門丘克區。該村距離舊胡季爾2.5公里，海拔高度100米，2001年該村落人口566。